# Убийца с автомагистрали I-70
Убийца с автострады I-70 (англ. I-70 killer) — прозвище  неустановленного американского серийного убийцы, ответственного за убийство шести человек на территории среднезападных штатов США весной 1992 года. В качестве жертв неизвестный выбирал работников магазинов, расположенных рядом с межштатной автострадой I-70, благодаря чему получил своё прозвище. Также «убийца с автострады I-70» подозревался в совершении трёх аналогичных преступлений в штате Техас, совершённых в 1993 и 1994 годах.

## Серия убийств
В качестве жертв преступник выбирал молодых девушек, брюнеток, имевших астеническое телосложение. Серия убийств началась 8 апреля 1992 года в городе Индианаполис (штат Индиана) убийством 26-летней Робин Фулдауэр, менеджера магазина «Payless ShoeSource».
Через три дня, 11 апреля неизвестный совершил двойное убийство в магазине для новобрачных «La Bride d'Elegance», расположенном в городе Уичито (штат Канзас). Жертвами стали продавец — 23-летняя Патрисия Смит и владелец магазина — 32-летняя Патриция Мэджерс. Убийство произошло вечером, перед закрытием магазина. После того, как женщины были убиты, в магазин явился покупатель, который стал свидетелем преступления. Убийца покинул магазин, не причинив вреда его здоровью, после чего покупатель вызвал полицию и впоследствии составил описание внешности преступника, на основании которого позже был составлен фоторобот.
27 апреля 1992 года убийца вошел в здание магазина «Sylvia's ceramics», где убил 40-летнего Майкла Маккоуна, сына владелицы магазина. Это преступление было совершено в городе Терре-Хот (штат Индиана). Маккоун стал единственным мужчиной из всех жертв убийцы. Впоследствии во время расследования следствие предположило, что преступник принял Маккоуна за женщину и выбрал его в качестве жертвы в результате ошибки, так как погибший имел астеническое телосложение, прическу конский хвост и носил серьги.
4 мая 24-летняя Нэнси Китцмиллер была найдена застреленной в магазине обуви «Boot Village», в городе Сент-Чарльз  (штат Миссури). Преступнику снова удалось совершить убийство в дневное время суток, но свидетелей преступления найдено не было.
Последнее подтвержденное убийство произошло 7 мая в городе Рэйтаун (Миссури). Жертвой стала 37-летняя Сара Блессинг. Убийство произошло в середине дня при большом скоплении людей, находившихся в округе, благодаря чему свидетелями преступления стали несколько человек, которые описали полиции внешность убийцы и заявили, что после совершения преступления он направился в сторону автомагистрали I-70. Судебно-баллистическая экспертиза подтвердила, что во всех шести случаях орудием убийства послужил один и тот же пистолет 22-го калибра. После совершения убийств на месте преступлений неизвестным были похищены незначительные суммы денег, в связи с чем в ходе дальнейшего расследования мотив его деяний так и не был установлен.
По мнению следствия, «убийца с автомагистрали I-70» осенью 1993 года совершил аналогичную серию преступлений в штате Техас. 25 сентября 1993 года была убита 51-летняя Мэри Энн Гласскок в магазине «Emporium Antiques», расположенном в городе Форт-Уэрт. 1 ноября убийца застрелил 22-летнюю Эми Весс, в магазине одежды, расположенном в городе Арлингтон. 15 января 1994 года неизвестный совершил нападение на 35-летнюю Вики Уэбб, в магазине сувениров, расположенном в городе Хьюстон. Преступник выстрелил жертве в затылок, но Викки Уэбб выжила и впоследствии дала показания о том, как развивались события, и описала внешность нападавшего. «Modus operandi» техасского стрелка был схож с образом действий «убийцы с автострады I-70». Техасский стрелок также использовал в качестве огнестрельного оружия пистолет 22-го калибра. Баллистическая экспертиза показала, что убийца с автострады I-70 использовал другой пистолет 22-го калибра, в связи с чем следствие не смогло доказать, что он был ответственен за стрельбу в Техасе.

## Расследование

Нил Фоллз

В ходе расследования в качестве подозреваемых рассматривались четыре человека, но из-за недостатка улик, в конечном итоге никому никаких обвинений предъявлено не было и имена подозреваемых никогда не разглашались общественности. Убийца был описан свидетелями как человек со светлой кожей и волосами, среднего роста, который имел астеническое телосложение и находился в возрасте от 20 до 30 лет. Так как на месте совершения преступлений не было найдено отпечатков пальцев, образцов волос, ворсовых покрытий и следов биологического происхождения, расследование затянулось на несколько десятилетий, в течение которых личность преступника так и не была установлена.
В 2018 году в число подозреваемых попал американец Нил Фоллз, который подозревался в совершении серийных убийств на территории 8 штатов США и был убит 18 июля 2015 года во время нападения на проститутку. В 1993 году Нил проживал на территории штата Канзас, где произошло одно из убийств и очень точно соответствовал фотороботу подозреваемого, но из-за давности лет прямых доказательств причастности Фолза так и не было найдено.